# نودال‌ها
نودال‌ها (نام علمی: Neogyps) یک سرده منقرضشده از کرکس‌های جهان قدیم است. برخلاف اینکه از نظر طبقه‌بندی یک کرکس «جهان قدیم» است، بومی جهان جدید بود و فسیل‌های آن در غرب آمریکای شمالی، از جمله در گودال‌های لابریا تار در جنوب کالیفرنیا، به دوران پلیستوسن پسین، یافت شده است. چندین ویژگی ریخت‌شناختی نشان می‌دهد که Neogyps نزدیک به زیرتیرهٔ هماییان (Gypaetinae) است.